# Perzijska mačka
Perzijska mačka je vrlo stara, dugodlaka pasmina domaće mačke. 
Od početka 20. stoljeća perzijska mačka je najpopularnija čistokrvna mačka, tako je i danas najzastupljenija na izložbama mačaka.

## Porijeklo
Preteče dugodlakih mačaka pristizale su u Europu od 16. stoljeća iz zemalja jugozapadne i središnje Azije. 
Strane dugodlake mačke su se međusobno križale, uključujući domaće dugodlake mačke.
Perzijska mačka bila je poznata prije više od 200 godina, a smatra se da prvi primjerak u Europu doveo talijanski istraživač Pietro Della Valle. Pasmina je prvi put službeno registrirana u Britaniji krajem 19. stoljeća.

## Karakteristike
Perzijska mačka smatra se najmirnijom pasminom. Tolerantna je prema drugim mačkama u kući, i čvrsto se veže uz svojeg vlasnika.
Moderna perzijska mačka razlikuje se od ranih primjeraka, najviše u izgledu glave.
Ipak poneki uzgajivači i danas uzgajaju tradicionalan tip perzijske mačke.
Dlaka perzijske mačke zahtijeva svakodnevnu njegu kako bi ostala čista i uredna te kako mačka ne bi imala probleme zbog gutanja dlake pri čišćenju.
Nedovoljna briga o dlaci perzijske mačke može rezultirati nužnim rezanjem zapetljane dlake kao i promjenama na koži mačke.
Perzijska pasmina često pati od nasljedne bolesti bubrega koja može izazvati zatajenje bubrega, stoga se danas traži testiranje svake perzijske mačke.

## Tjelesne osobine
- Tijelo: krupno i zbijeno, mišićavo
- Glava: okrugla, široka, krupna
- Oči: velike, okrugle, široko postavljene
- Boja očiju: ovisi o boji dlake
- Uši: male, oblog vrha, široko i nisko postavljene
- Rep: kraći, pun, proporcionalan prema tijelu
- Dlaka: dugačka, gusta, ne smije biti vunasta

- Boja dlake: dozvoljene su mnoge boje i kombinacije boja.

## Zanimljivosti
- Perzijska mačka je u prošlosti smatrana statusnim simbolom.
- Velika Britanija službeno smatra svaku boju perzijske mačke zasebnom pasminom.
- Perzijska mačka koja nema ovjerenu rodovnicu (pedigree) ne smatra se perzijskom mačkom već dugodlakom domaćom mačkom.

## Vanjske poveznice
- Klub plavih perzijskih mačaka, utemeljen 1901.
- Mica-Maca, Portret perzijske mačke  Arhivirana inačica izvorne stranice od 4. ožujka 2007. (Wayback Machine)